# صلات (مسلسل تلفزيوني)
صِلات (بالإنجليزية: Connections)‏ (تُلفظ كونكشنز) هي سلسلة وثائقية من 10 حلقات، أبدعها وألفها وكتبها مؤرخ العلوم جيمس بيرك الذي ألف كذلك كتابًا يحمل العنوان نفسه في 1978. أنتج السلسلة وأخرجها ميك جاكسون من قسم الشؤون العلمية في قناة بي بي سي، وأذيعت للمرة الأولى في بريطانيا عام 1978 ثم في الولايات المتحدة عام 1979. اتخذت السلسلة نهجًا متعدد التخصصات في مناقشة تاريخ العلوم والاختراع، وكيف أدّت مختلف الاكتشافات والانجازات العلمية والأحداث التاريخية التي شهدها العالم على التوالي وبشكل مترابط إلى تطوير التكنولوجيا في عصرنا الحديث. أبرز ما ميز السلسلة هو العرض الآسر والحماسي لجيمس بيرك (وحسه الفكاهي أيضًا).
أدى النجاح الشعبي للسلسلة إلى إنتاج «عندما تغير العالم» (1985)، وهو برنامج مشابه يناقش مختلف الاكتشافات العلمية الهامة بطريقة تسلسلية. بعدها بسنوات، أنتجت قناة تي إل سي صلات2 (1994) و صلات3 (1997). في عام 2004، أعدّت KCSM-TV برنامجًا يسمى Re-Connections الذي يضم مقابلة مع «جيمس بيرك» واعادة بث أهم محطات السلسلة الوثائقية، احتفالًا بالذكرى الخامسة والعشرين للبث الأول في الولايات المتحدة على بي بي إس.

## المحتوى

جنود معاصرون يوضحون استخدام الرماح ذات الرؤوس الفولاذية على يد السويسريين في معركتهم ضد تشارل الجريء، في واحدة من بين العديد من عمليات إعادة تجسيد الأحداث التاريخية المستخدمة في صلات.

## روابط خارجية
- سلسلة كاملة على أرشيف الإنترنت
- Connections  في قاعدة بيانات الأفلام على الإنترنت (بالإنجليزية)
- Connections 2  في قاعدة بيانات الأفلام على الإنترنت (بالإنجليزية)
- Connections 3  في قاعدة بيانات الأفلام على الإنترنت (بالإنجليزية)
- Re-Connections  في قاعدة بيانات الأفلام على الإنترنت (بالإنجليزية)
- TV Cream on Connections
- اتصالات جيمس بورك، الحلقة. 1 «تأثير الزناد» على موقع يوتيوب